# Copa Catalunya de futbol masculina 1998-1999
La Copa Catalunya 1998-1999 és la 10a edició d'una competició que es concentra al voltant dels mesos d'estiu. En queden exclosos els equips filials.

## Fases

### 1a eliminatòria (23 i 24 de maig de 1998)
Els equips participants s'enfronten en grups de tres equips, amb format 3x1 (partits de 45 minuts).
Seu 1: Nou Sardenya (Barcelona). CE Europa (amfitrió), CF Badalona i UE Badaloní.
Partit 1. Badalona 0-0 Badaloní
Partit 2. Europa 2-0 Badalona (Isi i Manolo)
Partit 3.
| CE Europa | 1-1 | UE Badaloní |
| --------- | --- | ----------- |
| Benja 33' |     | Edu 20'     |

Seu 2: Camp de futbol de la Verneda (Barcelona). CE Júpiter (amfitrió), CF Gavà i FC Santboià.
Partit 1. Gavà 2-1 Santboià (Pino i Manolo / Jacobo)
Partit 2. Júpiter 1-1 Santboià (Laguna / Reñé)
Partit 3.
| CE Júpiter | 0-0 | CF Gavà |
| ---------- | --- | ------- |
|            |     |         |

Seu 3: Can Peixauet (Santa Coloma de Gramenet). UDA Gramenet (amfitrió), UE Vilassar de Mar i CE Premià.
Partit 1. Premià 1-1 Vilassar de Mar (Àngel / Fido)
Partit 2. Gramenet 1-1 Premià (Javi / Ripoll)
Partit 3.
| UDA Gramenet | 0-0 | UE Vilassar de Mar |
| ------------ | --- | ------------------ |
|              |     |                    |

Seu 4: Can Rosés (Rubí). UE Rubí (amfitrió), CE Sabadell i AEC Manlleu.
Partit 1. Sabadell 2-1 Manlleu (Antonio i Edu / Puigbó)
Partit 2. Rubí 0-0 Manlleu
Partit 3.
| UE Rubí   | 1-4 | CE Sabadell                                   |
| --------- | --- | --------------------------------------------- |
| Benja 18' |     | Edu 15' · Antonio 25' 29' · Carles Gimeno 36' |

Seu 5: (Partit únic)
| FC Vilafranca            | 2-0 | Club Gimnàstic de Tarragona |
| ------------------------ | --- | --------------------------- |
| Mesa (p) 21' · Bages 59' |     |                             |

Seu 6: (Partit únic)
| UE Tàrrega                                             | 4-1 | FC Andorra   |
| ------------------------------------------------------ | --- | ------------ |
| Hernández 36' · Ramón 51' · Marcial 59' · Figueres 89' |     | Perarnau 13' |

Seu 7: Municipal de Vilobí (Vilobí d'Onyar). Vilobí CF (amfitrió), CD Banyoles i UE Figueres. 18:00 hores
Partit 1.
| UE Figueres | 1-0 | CD Banyoles |
| ----------- | --- | ----------- |
| Santos      |     |             |

 Municipal de Vilobí (Vilobí d'Onyar)        
Partit 2.
| Vilobí CF | 0-1 | CD Banyoles |
| --------- | --- | ----------- |
|           |     | Ludi        |

 Municipal de Vilobí (Vilobí d'Onyar)        
Partit 3.
| Vilobí CF  | 1-5 | UE Figueres                                  |
| ---------- | --- | -------------------------------------------- |
| Iñaqui 44' |     | Quico 3' · Juli 12' 35' 45' · Nan Ribera 32' |

Seu 8: Narcís Sala (Barcelona). UE Sant Andreu (amfitrió), CE L'Hospitalet i UA Horta. 18.30 hores
Partit 1.
| UA Horta | 1-0 | CE L'Hospitalet |
| -------- | --- | --------------- |
| Soler    |     |                 |

 Narcís Sala (Barcelona)        
Partit 2.
| UE Sant Andreu | 0-0 | CE L'Hospitalet |
| -------------- | --- | --------------- |
|                |     |                 |

 Narcís Sala (Barcelona)        
Partit 3.
| UE Sant Andreu  | 1-0 | UA Horta |
| --------------- | --- | -------- |
| Juan Carlos 37' |     |          |

### 2a eliminatòria (30, 31 de maig i 1 de juny de 1998)
La disputen 8 equips. Sis d'ells s'enfronten en dos lliguetes de format 3x1 (partits de 45 minuts); els dos restants s'enfronten en un partit únic de 90 minuts
Seu 1: Nou Sardenya (Barcelona). CE Europa (amfitrió), FC Vilafranca i UE Figueres. 18.30 hores
Partit 1.
| UE Figueres | 0-0 | FC Vilafranca |
| ----------- | --- | ------------- |
|             |     |               |

 Nou Sardenya (Barcelona)        
Partit 2.
| CE Europa | 1-0 | FC Vilafranca |
| --------- | --- | ------------- |
| Badia 30' |     |               |

 Nou Sardenya (Barcelona)        
Partit 3.
| CE Europa | 0-3 | UE Figueres                   |
| --------- | --- | ----------------------------- |
|           |     | Dolz 23' 35' · Nan Ribera 38' |

Seu 2: Municipal de Premià de Mar (Premià de Mar). CE Premià (amfitrió), CF Gavà, UE Tàrrega.
Partit 1.
| CF Gavà                              | 2-1 | UE Tàrrega |
| ------------------------------------ | --- | ---------- |
| Martín Domínguez 15' · Edu Arnau 36' |     | Marc 17'   |

 Municipal de Premià de Mar (Premià de Mar)        
Partit 2.
| CE Premià            | 2-2 | UE Tàrrega          |
| -------------------- | --- | ------------------- |
| Toni 19' · Àngel 29' |     | Gil 36' · Ramón 40' |

 Municipal de Premià de Mar (Premià de Mar)        
Partit 3.
| CE Premià | 0-1 | CF Gavà |
| --------- | --- | ------- |
|           |     | Álex 3' |

Seu 3: (partit únic)
| UE Sant Andreu | 0-2 | CE Sabadell          |
| -------------- | --- | -------------------- |
|                |     | Morant 16' · Lay 63' |

 Narcís Sala (Barcelona)        

### 3a eliminatòria (8 i 9 d'agost de 1998)
Seu 1: Camp de futbol Nicolás Longarón (Santa Coloma de Gramenet). CF Singuerlín (amfitrió), AE Prat, CE Mataró.
Partit 1.
| AE Prat | 0-2 | CE Mataró |
| ------- | --- | --------- |
|         |     |           |

 Camp de futbol Nicolás Longarón (Santa Coloma de Gramenet)        
Partit 2.
| CF Singuerlín | 1-0 | AE Prat |
| ------------- | --- | ------- |
|               |     |         |

 Camp de futbol Nicolás Longarón (Santa Coloma de Gramenet)        
Partit 3.
| CF Singuerlín | 1-3 | CE Mataró                                    |
| ------------- | --- | -------------------------------------------- |
| Petit 40'     |     | Torres (p) 15' · José Manuel 41' · Sergi 43' |

 Camp de futbol Nicolás Longarón (Santa Coloma de Gramenet)        
Seu 2: (partit únic)
| CE Manresa | 1-3 | Terrassa FC                              |
| ---------- | --- | ---------------------------------------- |
| Camacho 4' |     | Gallego (p) 32' · Raset 71' · Manolo 89' |

 Nou Congost (Manresa)        
Seu 3: (partit únic)
| FC Alcarràs  | 1-2 | CF Balaguer       |
| ------------ | --- | ----------------- |
| Valdivia 69' |     | Viladegut 17' 60' |

Seu 4: (partit únic)
| UE Sitges*        | 1-1 (passa la Pobla per penals) | CF La Pobla de Mafumet |
| ----------------- | ------------------------------- | ---------------------- |
| Francisco (p) 79' |                                 | Rosado 59'             |

NOTA: El Sitges va impugnar l'eliminatòria, ja que va al·legar que la Pobla de Mafumet havia comès alineació indeguda. El 12 d'agost de 1998, la FCF va donar la raó al Sitges, que finalment va ser l'equip classificat.
Seu 5: (partit únic)
| CF Marca de l'Ham | 1-1 (10-11 pen.) | Palamós CF  |
| ----------------- | ---------------- | ----------- |
| Nene 52'          |                  | Vílchez 92' |

### 4a eliminatòria (15 d'agost de 1998)
Seu 1: (Sitges). UE Sitges (amfitrió), CF Gavà, CE Mataró.
Partit 1.
| CF Gavà | 0-1 | CE Mataró |
| ------- | --- | --------- |
|         |     | Edel      |

 (Sitges)        
Partit 2.
| UE Sitges | 1-0 | CF Gavà |
| --------- | --- | ------- |
| Francisco |     |         |

 (Sitges)        
Partit 3.
| UE Sitges | 0-2 | CE Mataró     |
| --------- | --- | ------------- |
|           |     | Monti 28' 40' |

 (Sitges)        
Seu 2: (partit únic)
| Palamós CF | 1-4 | UE Figueres                                         |
| ---------- | --- | --------------------------------------------------- |
| Lay 62'    |     | Javi Prendes 1' · Peña 35' · Cortada 66' · Piti 93' |

Seu 3: Municipal de Balaguer (Balaguer). CF Balaguer (amfitrió), Terrassa FC, CE Sabadell.
Partit 1.
| Terrassa FC | 0-0 (4-3 pen.) | CE Sabadell |
| ----------- | -------------- | ----------- |
|             |                |             |

 Municipal de Balaguer (Balaguer)        
Partit 2.
| CF Balaguer | 0-0 (3-5 pen.) | CE Sabadell |
| ----------- | -------------- | ----------- |
|             |                |             |

 Municipal de Balaguer (Balaguer)        
Partit 3.
| CF Balaguer | 0-0 (3-3 pen.) | Terrassa FC |
| ----------- | -------------- | ----------- |
|             |                |             |

 Municipal de Balaguer (Balaguer)        
NOTA (1): El Sabadell es classifica per la 5a eliminatòria en tenir millor diferència de gols en les tandes de penals disputades(8-7)(Terrassa (7-6), Balaguer (6-8)).
NOTA (2): La FCF resol reprendre la tanda de penals entre el Balaguer i el Terrassa per tal que tingui un vencedor. La tanda es disputa el 19 d'agost de 1998 a les 20:30 hores, el Terrassa marca el seu primer llançament i el Balaguer el falla; el resultat final és de 4-3 i el Terrassa assoleix el passi per a la 5a eliminatòria.

### 5a eliminatòria (22 d'agost de 1998)
| Terrassa FC | 0-2 | UE Lleida                   |
| ----------- | --- | --------------------------- |
|             |     | Escoda 82' · Torrecilla 90' |

| CE Mataró | 1-1 (4-5 pen) | UE Figueres    |
| --------- | ------------- | -------------- |
| Monti 69' |               | Costanilla 50' |

### Semifinals (24 i 25 de març de 1999)
| UE Lleida                                 | 4-3 | FC Barcelona                 |
| ----------------------------------------- | --- | ---------------------------- |
| Josemi 45' · Roa 61' · Sabin Ilie 73' 85' |     | Nadal 33' · Anderson 39' 90' |

| UE Figueres | 1-2 | RCD Espanyol           |
| ----------- | --- | ---------------------- |
| Juli 51'    |     | Eto'o 54' · Sergio 72' |

## Final
| UE Lleida  | 1 - 2 | RCD Espanyol de Barcelona |
| ---------- | ----- | ------------------------- |
| Escoda 19' | [ 1 ] | Arteaga 34' · Galca 53'   |

| Lleida | Espanyol de Barcelona |

| POR            |  | Raúl Ojeda         |     |     |
|                |  | Fran Figueroa      |     |     |
|                |  | Quique Álvarez     | 80' |     |
|                |  | Xavier Navarro     |     | 68' |
|                |  | Goran Stanic       |     |     |
|                |  | Antonio Roa        |     |     |
|                |  | Antonio Calderón   | 53' |     |
|                |  | Juan Carlos Moreno | 44' | 51' |
|                |  | Josep Setvalls     |     | 64' |
|                |  | Gerard Escoda      | 28' | 75' |
|                |  | Josemi Pérez       |     | 46' |
| Substitucions: |  |                    |     |     |
|                |  | Sabin Ilie         |     | 46' |
|                |  | Pablo José Maqueda |     | 51' |
|                |  | Jordi Torrecilla   |     | 64' |
|                |  | Radosav Radulovic  | 90' | 68' |
|                |  | Ilija Stolica      |     | 75' |
| Entrenador:    |  |                    |     |     |
| Víctor Muñoz   |  |                    |     |     |

| POR                   |  | Toni Jiménez            |       |     |
|                       |  | Cristóbal Parralo       | 41'   |     |
|                       |  | Mauricio Pochettino     |       | 46' |
|                       |  | Iván Helguera           |       | 54' |
|                       |  | Joan Capdevila i Méndez | 61'   |     |
|                       |  | Enrique de Lucas        |       | 59' |
|                       |  | Sergio González         |       | 46' |
|                       |  | Constantin Galca        | 47'   |     |
|                       |  | Moisés García "Arteaga" |       |     |
|                       |  | Martín Posse            |       |     |
|                       |  | Miguel Ángel Benítez    | 44'   | 81' |
| Substitucions:        |  |                         |       |     |
|                       |  | Juan Rojo "Pacheta"     |       | 46' |
|                       |  | Samuel Eto'o            |       | 46' |
|                       |  | Nan Ribera              |       | 54' |
|                       |  | Quique Martín           |       | 59' |
|                       |  | Raúl Tamudo             | 90+1' | 81' |
| Entrenador:           |  |                         |       |     |
| Miguel Ángel Brindisi |  |                         |       |     |